# Savage Rose
The Savage Rose är en dansk rockgrupp bildad 1967 i Köpenhamn. Den bestod från början av Annisette Hansen (sång), Niels Tuxen (gitarr), Thomas Koppel (piano), Anders Koppel (orgel, dragspel och flöjt), Jens Rugsted (bas), Ilse Marie Koppel (cembalo) och Alex Riel (trummor). 1971 reducerades gruppen till en trio med Annisette och bröderna Koppel, och tre år senare till en duo med Thomas Koppel och Annisette Hansen. Efter Thomas Koppels död 2006 tog Hansen över och förde gruppen vidare.
Bandets debutalbum The Savage Rose (1968) ingår i Danmarks kulturkanon.

## Diskografi
- 1968 – The Savage Rose
- 1968 – In the Plain
- 1969 – Travellin'
- 1971 – Your Daily Gift
- 1971 – Refugee
- 1972 – Dødens triumf
- 1972 – Babylon
- 1973 – Wild Child
- 1978 – Solen var også din
- 1982 – En vugge af stål
- 1984 – Vi kæmper for at sejre
- 1986 – Kejserens nye klæder
- 1988 – Sangen for livet
- 1989 – Ild og frihed
- 1990 – Gadens dronning
- 1992 – Månebarn
- 1995 – Black Angel
- 1998 – Tameless
- 2001 – For Your Love
- 2002 – The Anthology
- 2004 – Are You Ready
- 2007 – Universal Daughter
- 2012 – Love And Freedom
- 2014 – Roots Of The Wasteland [1]